# Sam Mayer
Samuel A. Mayer, conocido como Sam Mayer (26 de junio de 2003), es uno piloto profesional de stock cars de Estados Unidos. Actualmente compite a tiempo parcial en la NASCAR Xfinity Series en el coche #8 de JR Motorsports y también como piloto a tiempo parcial en la NASCAR Truck Series, corriendo en el #75 de Henderson Motorsports y el #32 de Bret Holmes Racing.
Sam Mayer es el campeón de las ARCA Menards Series East de 2019 y 2020, y también fue el primer campeón del Sioux Chief Showdown. Forma parte del programa de desarrollo de pilotos de Chevrolet, JR Motorsports y GMS Racing, llamado Drivers Edge Development.

## Trayectoria

### Inicios
Sam Mayer, cuyo padre Scott Mayer fue un piloto de monoplazas, empezó a correr en karts con cuatro años. Durante su infancia decidió que sería piloto de stock cars y a la edad de 14 años, en el verano de 2017, corrió todo el verano en carreras de stock cars clásicos. También corrió una carrera de Late Model en el circuito de Greenville-Pickes Speedway, en la que se convirtió en el ganador más joven de la historia del circuito. 
Su éxito le hizo conseguir un programa con JR Motorsports para el CARS Tour, donde ganó una carrera, conseguido por Lorin Ranier, quien también le consiguió un asiento en varias carreras de las ARCA Racing Series y la NASCAR K&N Pro Series East con MDM Motorsports.

### ARCA
El 5 de diciembre de 2018 se hizo oficial que Mayer correría en 2019 a tiempo completo en las K&N Pro Series East para GMS Racing, y que también correría con ese equipo siete carreras en las ARCA Racing Series y otras cuatro en la NASCAR Truck Series una vez hubiese cumplido la edad mínima (16 años). El 6 de mayo de 2019, Mayer sumó su primera victoria en las K&N Pro Series East, en Bristol, liderando todas las vueltas. Finalmente, acabó ganando el campeonato, convirtiéndose en el campeón de NASCAR más joven de la historia, con 16 años, 3 meses y ocho días. Acabó con cuatro victorias y todas las carreras dentro del top-5 excepto una. En las ocho carreras que disputó en las ARCA Racing Series sumó siete top-5. 
En 2020 volvió a correr a tiempo completo en las K&N Pro Series East, ahora llamadas ARCA Menards Series East, donde se volvió a proclamar campeón con cinco victorias y un segundo puesto en seis carreras. También corrió 13 de las 20 carreras de las ARCA Menards Series, con cinco victorias y 12 top-5, acabando 7.º en la general. También ganó una de las dos carreras de las ARCA Menards Series West que disputó.

### NASCAR
En 2020 corrió a tiempo parcial en la NASCAR Truck Series para GMS Racing. En la cuarta carrera que disputó, en Bristol Motor Speedway, consiguió ganar, de modo que con sólo 17 años inauguraba su casillero de victorias en las divisiones nacionales de NASCAR.
Pocos días antes se había anunciado que Mayer correría 17 de las 33 carreras de la temporada en las Xfinity Series la siguiente temporada, antes de ser piloto de JR Motorsports a tiempo completo en 2022. Debutó el 17 de junio, en Pocono Raceway. Después de haber rodado la mayor parte de la carrera dentro del top-10, una mala parada le hizo perder muchas posiciones y ser doblado, finalizando 18.º.

## Vida personal
Sam Mayer es hijo de Scott Mayer, un piloto estadounidense de monoplazas que corrió en la IndyCar y en el WeatherTech SportsCar Championship de IMSA. 
Fue educado en el Instituto Luterano de Wisconsin. Mayer es cristiano.

## Resultados

### Resultados en la NASCAR Xfinity Series
| Año  | Coche     | N.º | Equipo                | 1   | 2   | 3   | 4   | 5   | 6   | 7   | 8   | 9   | 10  | 11  | 12  | 13  | 14  | 15  | 16     | 17     | 18    | 19     | 20     | 21     | 22     | 23     | 24     | 25     | 26  | 27  | 28  | 29  | 30  | 31  | 32  | 33  | Posición | Puntos |
| ---- | --------- | --- | --------------------- | --- | --- | --- | --- | --- | --- | --- | --- | --- | --- | --- | --- | --- | --- | --- | ------ | ------ | ----- | ------ | ------ | ------ | ------ | ------ | ------ | ------ | --- | --- | --- | --- | --- | --- | --- | --- | -------- | ------ |
| 2021 | Chevrolet | 8   | JR Motorsports        | DAY | DAY | HOM | LVS | PHO | ATL | MAR | TAL | DAR | DOV | COT | CLT | MOH | TEX | NSH | POC 18 | ROA 35 | ATL 9 | NHA 39 | GLN 10 | IND 27 | MCH 33 | DAY 12 | DAR 39 |        | BRI | LVS | TAL | CLT | TEX | KAN | MAR | PHO | 34.º     | 152    |
| 2021 | Chevrolet | 99  | BJ McLeod Motorsports |     |     |     |     |     |     |     |     |     |     |     |     |     |     |     |        |        |       |        |        |        |        |        |        | RCH 12 |     |     |     |     |     |     |     |     | 34.º     | 152    |

### Resultados en la NASCAR Truck Series
| Año  | Coche     | N.º | Equipo                | 1   | 2      | 3   | 4   | 5   | 6     | 7   | 8   | 9     | 10  | 11  | 12  | 13     | 14    | 15    | 16     | 17     | 18     | 19  | 20  | 21     | 22     | 23     | Posición | Puntos |
| ---- | --------- | --- | --------------------- | --- | ------ | --- | --- | --- | ----- | --- | --- | ----- | --- | --- | --- | ------ | ----- | ----- | ------ | ------ | ------ | --- | --- | ------ | ------ | ------ | -------- | ------ |
| 2019 | Chevrolet | 21  | GMS Racing            | DAY | ATL    | LVS | MAR | TEX | DOV   | KAN | CLT | TEX   | IOW | GTY | CHI | KEN    | POC   | ELD   | MCH    | BRI 21 | MSP    | LVS | TAL | MAR 28 | PHO 19 | HOM    | 50.º     | 54     |
| 2020 | Chevrolet | 24  | GMS Racing            | DAY | ATL    | CLT | ATL | HOM | POC   | KEN | TEX | KAN   | KAN | MCH | DAY | DOV 15 | GTY 4 | DAR   | RCH 19 | BRI 1  | LVS    | TAL | KAN | TEX    | MAR 18 | PHO 17 | 27.º     | 179    |
| 2021 | Chevrolet | 75  | Henderson Motorsports | DAY | DAY 37 | LVS | ATL | BRI |       |     |     |       |     |     |     |        |       |       |        |        |        |     |     |        |        |        | -        | -      |
| 2021 | Chevrolet | 32  | Bret Holmes Racing    |     |        |     |     |     | RCH 9 | KAN | DAR | COT 6 | CLT | TEX | NSH | POC    | KNX   | GLN 8 | GTY    | DAR    | BRI 22 | LVS | TAL | MAR    | PHO    |        | -        | -      |

### Resultados en la ARCA Menards Series
| Año  | Coche     | N.º | Equipo          | 1   | 2      | 3     | 4     | 5     | 6     | 7     | 8   | 9     | 10    | 11    | 12     | 13    | 14    | 15    | 16    | 17  | 18    | 19    | 20  | Posición | Puntos |
| ---- | --------- | --- | --------------- | --- | ------ | ----- | ----- | ----- | ----- | ----- | --- | ----- | ----- | ----- | ------ | ----- | ----- | ----- | ----- | --- | ----- | ----- | --- | -------- | ------ |
| 2018 | Toyota    | 40  | MDM Motorsports | DAY | NSH    | SLM   | TAL   | TOL   | CLT   | POC   | MCH | MAD   | GTW   | CHI   | IOW 10 | ELK   | POC   | ISF   | BLN   | DSF | SLM   | IRP 7 | KAN | 52.º     | 400    |
| 2019 | Chevrolet | 21  | GMS Racing      | DAY | FFS 15 | SLM 2 | TAL   | NSH   | TOL 5 | CLT   | POC | MCH   | MAD 3 | GTW 3 | CHI    | ELK 3 | IOW   | POC   | ISF   | DSF | SLM   | IRP 7 | KAN | 14.º     | 1650   |
| 2020 | Chevrolet | 21  | GMS Racing      | DAY | PHO 20 | TAL   | POC 3 | IRP 2 | KEN 4 | IOW 2 | KAN | TOL 1 | TOL 1 | MCH   | DAY 3  | GTW 3 | L44 1 | TOL 1 | BRI 1 | WIN | MEM 2 | ISF   | KAN | 7.º      | 553    |

### Resultados en la ARCA Menards Series East
| Año  | Coche     | N.º | Equipo                 | 1     | 2     | 3     | 4      | 5     | 6     | 7     | 8     | 9      | 10     | 11    | 12     | 13     | 14    | Posición | Puntos |
| ---- | --------- | --- | ---------------------- | ----- | ----- | ----- | ------ | ----- | ----- | ----- | ----- | ------ | ------ | ----- | ------ | ------ | ----- | -------- | ------ |
| 2018 | Ford      | 27  | Jefferson Pitts Racing | SMR   | BRI   | LGY   | SBO    | SBO   | MEM   | NJM   | THO   | NHA 17 | IOW 17 |       |        |        |       | 18.º     | 200    |
| 2018 | Toyota    | 41  | MDM Motorsports        |       |       |       |        |       |       |       |       |        |        | GLN 5 |        |        | DOV 4 | 18.º     | 200    |
| 2018 | Toyota    | 12  | MDM Motorsports        |       |       |       |        |       |       |       |       |        |        |       | GTW 11 | NHA 10 |       | 18.º     | 200    |
| 2019 | Chevrolet | 21  | GMS Racing             | SMR 4 | BRI 1 | SBO 2 | SBO 11 | MEM 4 | NHA 2 | IOW 1 | GLN 3 | BRI 1  | GTW 4  | NHA 5 | DOV 1  |        |       | 1.º      | 511    |
| 2020 | Chevrolet | 21  | GMS Racing             | SMR 1 | TOL 2 | DOV 1 | TOL 1  | BRI 1 | FFS 1 |       |       |        |        |       |        |        |       | 1.º      | 332    |

### Resultados en la ARCA Menards Series West
| Año  | Coche     | N.º | Equipo                 | 1     | 2   | 3   | 4   | 5   | 6   | 7   | 8      | 9   | 10  | 11     | 12  | 13  | 14    | Posición | Puntos |
| ---- | --------- | --- | ---------------------- | ----- | --- | --- | --- | --- | --- | --- | ------ | --- | --- | ------ | --- | --- | ----- | -------- | ------ |
| 2018 | Ford      | 27  | Jefferson Pitts Racing | KCR   | TUC | TUC | OSS | CNS | SON | DCS | IOW 17 | EVG | GTW | LVS    | MER | AAS | KCR   | 52.º     | 27     |
| 2019 | Chevrolet | 21  | GMS Racing             | LVS   | IRW | TUC | TUC | CNS | SON | DCS | IOW    | EVG | GTW | MER    | AAS | KCR | PHO 2 | 27.º     | 42     |
| 2020 | Chevrolet | 21  | GMS Racing             | LVS 1 | IRW | DCS | UMC | CNS | SON | EVG | MER    | AAS | KCR | PHO 21 |     |     |       | 16.º     | 122    |